# 小林亜星
小林 亜星（こばやし あせい、1932年〈昭和7年〉8月11日 - 2021年〈令和3年〉5月30日）は、日本の作曲家、作詞家、俳優、タレント。
日本作詞作曲家協会（J-scat）理事、大日本肥満者連盟（大ピ連）初代会長を務めた。CM曲や歌謡曲、アニメソング、テレビ番組のテーマ曲など、生涯で6,000曲以上を残した。1976年に「北の宿から」で日本レコード大賞を受賞し、2015年には日本レコード大賞功労賞を受賞した。
妹はイラストレーターの川村みづえ。次男は元俳優・元学習塾講師の小林朝夫。従甥（母・塩子の兄の孫）に経済学者の有賀敏之がいる。

## 経歴

### 生い立ち
東京都渋谷区幡ヶ谷生まれ、杉並区堀ノ内で育った。父方の祖父は新潟で病院を経営していた医師、父は逓信省の官僚、母は新築地劇団の元女優で、小林を産むまで劇団に所属していた。
「亜星」の名は、母が尊敬する演出家・村山知義の息子・村山亜土の名前にちなんで命名された。へんてこな名前を付けられたうえ、戦時中も「パパ、ママ」と呼ばされるなど、筋金入りの共産主義者だった母にはことごとく反発する少年時代を送った。東京府東京市大宮国民学校（現・杉並区立大宮小学校）6年生の夏に長野県小諸市に学童疎開し、中学進学後は母の郷里長野県南佐久郡（現佐久市）に縁故疎開して、当地で終戦を迎えた。軍国少年だった小林は「これで私たちの時代がくる」と敗戦に大喜びしていた母が許せなかったという。
旧制慶應義塾普通部から慶應義塾高等学校（同じクラスに音楽家の冨田勲・林光がいた）を経て、父の勧めで慶應義塾大学医学部に入学したものの、医師になりたくはなく、音楽サークルでの活動に熱中したことで親に断りなく経済学部に転部して卒業。卒業時に親の知るところとなり失望された。

### 作曲家デビュー
大手製紙会社に入社するも数か月で退社し、大学の先輩で放送関係の仕事をしていた作曲家・服部正に師事した。当初は服部に「音楽大学出身者以外の弟子は取らない」と断られたが、連絡先を書いたメモを郵便受けに置いて帰ったところ、数日後に電話で入門を認められた。作曲家としてデビューした当時は痩せていたという。
出世作のレナウンのコマーシャルソング「ワンサカ娘」（歌：弘田三枝子）は、当時レナウンの宣伝部に在籍していた実妹の紹介で実現したという。以降、CMソングを中心とした作曲活動を展開するようになり、数多くの作品を世に送った。『ふりむかないで』『ワンサカ娘』『日生のおばちゃん』『この木なんの木』など、長いあいだ放映されたものが多い。
1969年、「イエイエ」「エメロンシャンプー」他のCM音楽作曲が第6回放送批評家賞（ギャラクシー賞）を受賞。作曲だけではなく作詞・編曲も手掛けている。

### 俳優デビュー
ドラマ『寺内貫太郎一家』で俳優デビュー、頑固な父親役を演じた。起用前は長髪でサングラスをかけており、原作者の向田邦子は起用に難色を示したという。しかしプロデューサーの久世光彦の発案で髪を坊主頭にし、黒い丸縁めがね、印半纏等を身に着けた小林を向田に会わせたところ、納得して起用が決まった。また本人の話では、当時太っている俳優は少なく、ザ・ドリフターズの高木ブー・フランキー堺・若山富三郎は多忙で断られ、小林に声が掛かったという。
日本音楽著作権協会の一部理事たちによる公金不正流用事件を機に、有志会員が小林亜星・永六輔・野坂昭如を中心に結束し、協会を監視是正するオンブズマン的団体J-scat（日本作詞作曲家協会）を組織した。この団体の活動資金を捻出するために、1996年の暮れから3人で「歌入りトークショー」を開始した。

### 晩年の活動
1998年、服部克久作曲の「記念樹」が小林の作曲した「どこまでも行こう」を盗用しているとして小林が訴え、裁判になった（記念樹事件）。司法では最終的に小林の主張が認められた。
1999年、フジテレビ系アニメ『∀ガンダム』の主題歌を担当。小林の推薦で歌手は西城秀樹に決定した。
2015年、第57回日本レコード大賞・功労賞を受賞。

### 死去
2021年5月30日早朝、自宅で倒れていたところを発見され、都内の病院へ緊急搬送されたが、心不全のため同日に死去。88歳没。
小林とタッグを組んで数多くの作品を出していた作詞家の伊藤アキラが自身が死去する15日前の5月15日に死去し、追悼のコメントを出して間もない時期でもあった。

## 人物
趣味は海外旅行・散歩・読書。血液型はO型。
酒が大好きで、亡くなる前日まで元気で、普段通り酒と料理を楽しんでいた。
幼少期から音楽に傾倒しており、大学時代はジャズ演奏に興じていた。

## 作曲作品

### CMソング
- レナウン『ワンサカ娘』／弘田三枝子／シルヴィ・ヴァルタン（CM出演もしている）、『イエ・イエ』／朱里エイコ　※編曲も手がけた。
- 日立グループ『日立の樹』（この木なんの木）／ヒデ夕樹、朝礼志、杉並児童合唱団、伊集加代子、和田夏代子[注 1]
- 日立製作所『日立キドカラーの歌』／ザ・ピーナッツ
- 明治製菓（現・明治）『チェルシーの唄』／シモンズほか
- ブリヂストン『どこまでも行こう』／山崎唯ほか　※デュークエイセス版は、編曲も手がけた。
- 日本生命保険『モクセイの花（木犀の花）』（ニッセイのおばちゃん）／デューク・エイセス
- ライオン『ふりむかないで』（エメロン）／ハニー・ナイツ（シングル盤も出された）
- 大関『酒は大関こころいき』／加藤登紀子
- ライオン『ブルーダイヤ・金銀パールプレゼント』／シンガーズ・スリー／小林亜星
- 日清食品『ハッピーじゃないか』（カップヌードル）
- サントリー『人間みな兄弟〜夜がくる』（サントリーオールド）／（スキャット・バージョンの歌唱はサイラス・モズレー）
- サントリー『陽はまた昇る』（サントリーローヤル）
- サントリー『サントリーレッド・世の中は〜篇』
- サントリー『サントリー角・猫／波止場篇』
- サントリー『サントリー・ジン』
- トヨタ自動車『ちょっとうれしいカローラ』（2代目カローラ(前期型)）（作詞：阿久悠）（歌詞を若干の改変の上で「ちょっとうれしい」（編曲：竜崎孝路・歌：花と冠）として1972年9月にテイチクの社内レーベルであるユニオンレコードよりシングル盤が発売された）
- トヨタ自動車『ふれあう世界』（4代目コロナ(中期型・後期型)）（日本語詞：阿久悠）／布施明（日本語バージョン）、ボビー・ウィリアムス（英語バージョン）
- 本田技研工業『ホンダN-360AT』
- 積水ハウス『積水ハウスの歌』／スリー・グレイセス[注 2]
- 味の素『世界の味の素』
- 松下電器産業（現・パナソニック）『ウッディランド』（National カラーテレビ「Woody クイントリックス」）／RANDY VAN 合唱団
- 松下電器産業（現・パナソニック）『中村さんちもマックロード」（入学式）』／富田伊知郎、バズ、川島コーラス
- 日清食品『チキンラーメン・誕生篇』
- 雪印乳業（現・雪印メグミルク）『仲よしソフト／おいしい顔』（雪印ネオソフト）／トランザム
- カゴメ『赤いキッス』（カゴメ・ケチャップ）
- 三共（現・第一三共ヘルスケア）「それぞれのダークたち」（新三共胃腸薬[注 3]）
- ゼブラ『セブラ・ボールペン』／ハニー・ナイツ、『シャーボ』、『勝ち!勝ち!ノックジムノック』／ジャッキー高橋、宮下一文、『ゼブラ・ジムニー』／ジャッキー高橋、スージー・キム、宮下一文
- 丸井『愛情はつらつ』／平野英之、シンガーズ・スリー／ハニー・ナイツ
- レナウン『ダーバン』
- デイリーヤマザキ『夢を見ましょう』（濱田マリと共演）
- さくらや『カメラのさくらや』山川ユキ（別の歌手が担当したバージョンあり）
- 丸美屋『丸美屋のりたま』
- まんがの森『まんがらりん』／飯島愛
- 狸小路商店街『ポンポコサンバ』
- ラオックス『ラオックスの歌』（アイキャッチ作曲も担当）
- テレビ朝日『テレビ朝日の歌』
- テレビ新潟（TeNY）『手と手と手とTeNY』
- フマキラー『カダンの歌』
- マルハ（現・マルハニチロ）『マルハ竹輪（Art Face篇）』／小林亜星、『マルハの牛丼・中華丼』、『カップdeライス』、『サンマの蒲焼き』、『レンジで煮魚一分半』
- ミリオン（ミリオンパワー）『ずるいョ』／若林豪・篠路圭子
- メガネドラッグ『メガネドラッグの歌』／大和田りつこ
- 全優石（全国優良石材店）『我が心の全優石』『全優石節』／高橋香代子、JIVE
- 新興産業『パッとさいでりあ』富田伊知郎／小林亜星（小林自身が歌ったバージョンは、シングルになっている。楽曲自体は「小林亜星CMソングアンソロジー」に小林によるセルフカバーバージョンと共に収録され入手可能である。）
- セガ『チューチューロケット』
- クラシアン『クラシアン・プライスソング』／森末慎二、宮内美枝、小野貴子、井出真里、『クラシアン・ダイヤルソング（クラシアンです500・500）』／森末慎二、宮内美枝
- 不二家『ウメ星デンカ』（アニメ『ウメ星デンカ』とタイアップしたお菓子）／ヤング・フレッシュ
- 日本製粉（現・ニップン）『オーマイパスタ&ソース』ジャッキー高橋、宮下文一
- ファミリーマート『ファミリーマートのテーマ』（あなたと、コンビに。ファミリーマート）
- ミナミ無線電機
- 興和『ウナコーワ』[14]
- ロート製薬『パンシロンの歌』トランザム／『パンシロン内服液の歌』子門真人
- 大正製薬『大正蚊取りマット』（1987年）
- タケダ（武田薬品）『ベンザエース』（1987年、アイキャッチBGMは同年代頃より使用）
- 六花亭『花咲く六花亭』
- 東京電力『男たちの灯』上條恒彦（1980年)
- 東ハト『あみジャガ』
- キリンビール『北陸づくり』作詞・作曲・歌　北陸工場限定醸造・北陸地区限定ビール　初期には自身もCMに出演した

### アニメ・特撮ソング（オープニング＆エンディング曲）
- 『あさりちゃん』 オープニング「あの子はあさりちゃん」 ／前川陽子
- 『宇宙大帝ゴッドシグマ』 オープニング「がんばれ！宇宙の戦士」／ささきいさおほか、エンディング「レッド・ブルー・イエロー」／かおりくみこほか
- 『宇宙の騎士テッカマン』 オープニング「テッカマンの歌」／水木一郎、エンディング「スペースナイツの歌」／水木一郎ほか
- 『宇宙魔神ダイケンゴー』 オープニング「宇宙魔神ダイケンゴーの歌」／堀江美都子ほか、エンディング「宇宙の男ライガー」／MOJOほか
- 『ウルトラマンVS仮面ライダー』 オープニング「戦うために生まれた戦士」
- 『狼少年ケン』 オープニング「狼少年ケンのテーマ」
- 『快傑ライオン丸』 オープニング「風よ光よ」／秀夕木、エンディング「ライオン丸がやってくる」／ヤング・フレッシュ
- 『怪物くん』（第2作） オープニング「ユカイツーカイ怪物くん」／怪物くん（野沢雅子）
- 『科学忍者隊ガッチャマン』 初期オープニング、のちエンディング「倒せ!ギャラクター」、初期エンディング、のちオープニング「ガッチャマンの歌」／子門真人
- 『科学忍者隊ガッチャマンF』オープニング「ガッチャマンファイター」／ささきいさお、コロムビアゆりかご会、エンディング「ぼくらのガッチャマン」／コロムビアゆりかご会
- 『河童の三平 妖怪大作戦』 オープニング「妖怪大作戦」／ヤング・フレッシュ
- 『キックの鬼』オープニング「キックの鬼」／沢村忠、少年少女合唱団みずうみ、エンディング「キックのあけぼの」／沢村忠
- 『キングコング』作詞・作曲／歌 - 藤田淑子とハニーナイツ
- 『ゴワッパー5 ゴーダム』 オープニング「行くぞ! ゴーダム」／水木一郎、エンディング「ゴワッパー5の歌」／水木一郎
- 『The・かぼちゃワイン』 エンディング「青葉春助 ザ・根性」
- 『女王陛下のプティアンジェ』 オープニング「アンジェにおまかせ」、エンディング「マイ ネーム イズ プティ アンジェ」
- 『001/7おや指トム』作詞・作曲／歌 - フォー・シンガーズ（カバー版：ハニーナイツ）
- 『∀ガンダム』 オープニング「ターンAターン」／西城秀樹
- 『T・Pぼん』 オープニング「時間を超えて」、エンディング「伝えたい」
- 『超電磁マシーン ボルテスV』 オープニング「ボルテスVのうた」／堀江美都子ほか、エンディング「父をもとめて」／水木一郎
- 『超電磁ロボ コン・バトラーV』 オープニング「コン・バトラーVのテーマ」／水木一郎、エンディング「行け! コン・バトラーV」／水木一郎
- 『ドロロンえん魔くん』 オープニング「ドロロンえん魔くん」／中山千夏、エンディング「妖怪にご用心」／中山千夏
- 『とんがり帽子のメモル』 エンディング「優しい友達」／山野さと子
- 『Bugってハニー』 オープニング「Bugってハニー」／高橋名人、エンディング「愛はメリーゴーランド」／高橋名人ほか、「私と踊ってくれませんか」／荘真由美
- 『ハゼドン』 初期オープニング、後期エンディング「ぼくはハゼドン」／水森亜土、初期エンディング、のち中期オープニング・エンディング共、後期オープニング「ハゼドン音頭」／和泉常寛、コロムビアゆりかご会
- 『花の子ルンルン』 オープニング「花の子ルンルン」／堀江美都子、エンディング「女の子って」／猪股裕子、小林亜星
- 『ひみつのアッコちゃん』 オープニング「ひみつのアッコちゃん」、エンディング「すきすきソング」／水森亜土
- 『百獣王ゴライオン』 オープニング「斗え! ゴライオン」／水木一郎
- 『ファイヤーマン』 オープニング「ファイヤーマン」／子門真人
- 『フクちゃん』 オープニング「ぼく、フクちゃんだい!」／坂本千夏、エンディング「フクちゃん～明日天気になあれ～」／こおろぎ'73
- 『プロゴルファー猿』 オープニング「夢を勝ちとろう」／水木一郎、エンディング「マイウェイ猿丸」／水木一郎
- 『ブロッカー軍団IVマシーンブラスター』 オープニング「ブロッカー軍団マシーンブラスター」／ヒデ夕樹、エンディング「男天平の唄」／北原浩一
- 『魔法使いサリー』 オープニング「魔法使いサリーのうた」
- 『未来ロボ ダルタニアス』 オープニング「ダルタニアスの歌」／堀江美都子ほか、エンディング「剣人・男意気」／こおろぎ'73
- 『まんが日本昔ばなし』 エンディング「にんげんっていいな」
- 『ロボット8ちゃん』 初期オープニング「ロボット8ちゃん」／猪股裕子、ヤング・フレッシュ、こおろぎ'73ほか
- 『ロボット110番』 オープニング「ロボットガンちゃん110番」／藤本房子、エンディング「バッテンパンチの唄」他

### 楽曲
- あか・きいろ・あお（歌：石川進）※1970年・1971年にトヨタ自動車の交通安全キャンペーンで配布された絵本『あか きいろ あお』『ママとおでかけ』付属のソノシートに収録。編曲も手がけた。
- 京の手まり唄（歌：美空ひばり、1973年）
- 珊瑚礁に何を見た（作詞：阿久悠、歌：上條恒彦）※沖縄海洋博イメージソング（1973年）
- 北の宿から ※『第18回日本レコード大賞』（1976年）大賞受賞。
- 雪ごもり（芦川よしみ）※作詞も手がけた。『第18回日本レコード大賞』（1976年）新人賞受賞。
- わたしの人生／江利チエミ（1977年）
- 悲しみの道づれ／江利チエミ（1977年）
- 未知という名の船に乗り（作詞：阿久悠）※1981年度NHK全国学校音楽コンクール小学校の部課題曲
- あたまのうえに空（作詞：神沢利子）※1989年度同小学校の部課題曲
- 雨やどり（都はるみ）
- 東京セレナーデ（都はるみ）
- 野に咲く花のように（ダ・カーポ）※『裸の大将放浪記』挿入歌。
- 哀恋蝶（泉ピン子）
- 青年の国をつくろう（作詞：石原慎太郎、歌：石原裕次郎）※編曲も手がけた。
- 日本の朝（作詞：石原慎太郎、歌：石原裕次郎）※編曲も手がけた。
- ピーコック・ベイビー／大原麗子　※編曲も手がけた。
- 顔を見ないで／大原麗子　※編曲も手がけた。
- 理由（わけ）ある旅、虹（杏真理子）※編曲も手がけた。
- 恋待草（岩崎宏美）
- シンデレラの恋／小林暁美　※編曲も手がけた。
- 涙と微笑み（沢田研二）
- 赤い風船／加藤登紀子　※編曲も手がけた。
- 北の街／加藤登紀子　※編曲も手がけた。
- ギターをひこう／加藤登紀子　※編曲も手がけた。
- サーカス・ロマンス（新田恵利）
- 秋田から来た先生／左とん平　※編曲も手がけた。
- 恋のピーコック（ザ・ピーコックス）※作詞も手がけた。
- リンゴがひとつ（小林亜星＆いけだももこ）※『寺内貫太郎一家』挿入歌
- 南の誘惑／日野てる子　※編曲も手がけた。
- ピンポンパン体操 ※『ママとあそぼう!ピンポンパン』挿入歌
- 1・2の3のごあいさつ（作詞：藤公之介、編曲：筒井広志、歌：いのうえみどり、コロムビアゆりかご会）（ロンパールーム）
- 地平を駈ける獅子を見た（作詞：阿久悠、歌：松崎しげる）※埼玉西武ライオンズ球団歌
- 奥さま8時半ですのテーマ（ハニー・ナイツ）※モーニングジャンボ奥さま8時半ですテーマソング
- 嵐の英雄 (作詞：なかにし礼　歌：ボニージャックス)
- コーヒーカップの海(作詞：山川啓介　歌：ボニージャックス)
- 金魚売り(ボニージャックス)
- 小鳥たちのレストラン(ボニージャックス)
- 空に星がひかるとき(ボニージャックス)
- あわてんぼうのサンタクロース（童謡）
- Yes, you win!（作詞：三浦徳子、編曲：若林恵、歌：早見優）阪急ブレーブス（現：オリックス・バファローズ）の応援歌
- ぼくは忍者（おかあさんといっしょ）
- 聖火之星 香港亞洲電視の特番番組のED曲の作曲を担当。
- ユザワヤのからくり時計「創作のひつじ時計」演出音楽作曲。

### 放送局のステーションソング関連
- TYSソング（作詞：電通）※テレビ山口ステーションソング
- テレビ朝日の歌（作詞：阿久悠、編曲：高田弘、歌：ピーカブー&ムーン・ドロップス）※NETテレビ・テレビ朝日名称変更記念ソング
- ちいさなひとこと（作詞：伊藤アキラ）※ラジオ大阪ステーションソング
- 手と手と手とTeNY（作詞：伊藤アキラ）※テレビ新潟イメージソング

### 校歌
- 福島県川俣町立川俣南小学校校歌
- 福島県川内村立川内小学校校歌
- 常磐大学校歌
- 埼玉県上尾市立大石北小学校校歌
- 埼玉県久喜市立栗橋小学校校歌
- 東京都杉並区立和田小学校校歌
- 新潟県上越市立大島小学校校歌
- 広島県三次市立作木小学校校歌
- 福岡県 学校法人能美学園星琳高等学校校歌
- 台北日本人学校校歌

### 社歌
- 寿屋社歌
- あゝ綜警に栄光あれ（綜合警備保障社歌）
- はごろもフーズ社歌
- 炎の詩（品川ファーネス社歌 作詞：伊藤アキラ）
- 明日への翼（ヤオコー社歌 作詞：さがらよしあき）
- 筑水キャニコム社歌（作詞：伊藤アキラ）

### その他作品
- 特別機動捜査隊（二代目）
- フラワーアクション009ノ1
- 剣と風と子守唄
- 警視庁殺人課
- 部長刑事
- 三匹が斬る!
- 向田邦子新春スペシャル「眠る盃」「夜中の薔薇」「冬の家族」「麗子の足」「男どき女どき」「わが母の教えたまいし」
- 向田邦子新春特別企画「女の人差し指」
- D坂殺人事件 名探偵明智小五郎誕生 名探偵明智が挑む猟奇殺人の謎!!闇に浮かぶ白い肌…
- 緑と風と翼 - 世田谷区の区歌
- 株式会社タキナミタキナミの歌

## 出演作品

### 映画
- 新仁義なき戦い 組長の首（1975年、東映）-  葬儀の参列者
- キンキンのルンペン大将（1976年、東映）-  保線区主任
- 北の宿から（1976年、松竹）-  太田巡査
- HOUSE ハウス（1977年、東宝）
- 冬の華（1978年、東映）-  柿沼三郎
- 夢一族 ザ・らいばる (1979年、東映）-  石工
- 胸さわぎの放課後（1982年、東映）-  沢田光一
- 夏の秘密（1982年、松竹）-  星山園長
- 妖精フローレンス（1985年） - ヒゲムジカ先生
- 渋滞（1991年）-  八田頼近
- まあだだよ（1993年、大映） - 亀山和尚
- 死に花（2004年、東映）-  赤星周次郎
- グーグーだって猫である（2008年、アスミックエース）-  山本泰助

### テレビドラマ
- 寺内貫太郎一家（1974年 - 1975年、TBS） - 寺内貫太郎 ※主演
- 夜明けの刑事（1974年 - 1977年、TBS）
- ばあちゃんの星（1975年、TBS）
- ベルサイユのトラック姐ちゃん 第1話「ベルトラ姐ちゃん一番手柄」（1976年、NET）
- ふたりでひとり（TBS）
- 一人来い二人来いみんな来い（1980年 - 1981年、TBS）
- 裸の大将放浪記 第4話「 悪いことをすると虫になるので」（1981年、関西テレビ） - おたまじゃくしの大将
- ビートたけしの学問ノススメ（1984年、TBS） - 武者小路校長
- 太陽戦隊サンバルカン 第38話「豹朝夫のおやじ殿」（1981年、テレビ朝日） - 豹朝太郎 [注 4]
- サザエさん（1981年 - 1985年、フジテレビ） - 磯野波平 ※星野知子版
- 火曜サスペンス劇場（日本テレビ）
  - 「可愛い悪魔」（1982年）- 浩二の同僚 (特別出演)
  - 「味のふるさとミステリー紀行」（1987年）
- 陽あたり良好!（1982年、日本テレビ） - 明条高等学校校長
- おまかせください（1982年、フジテレビ） - 大原裕平
- サザエさんVS意地悪ばあさんVSいじわる看護婦（1984年、フジテレビ） - 磯野波平
- 青春泥棒・徹と由紀子（1984年、TBS） - 元吉征二
- 花へんろ（1985年 - 1997年、NHK総合） - 井原院長
- 新・熱中時代宣言（1986年、日本テレビ）- 雨傘辰三
- 探偵桃語（1986年、フジテレビ） - 桃栗柿之介
- 明日はアタシの風が吹く（1989年、日本テレビ）
- 俺たちの時代（1989年、TBS）
- おふくろシリーズ（フジテレビ）
- 塀の中の懲りない面々①〜⑤（1987年 - 1990年、 TBS）- 西畑安吉
- おらんだ左近秘剣帳（1991年、テレビ東京） -  忘念
- 幻想ミッドナイト（1997年、テレビ朝日） - 丸眼鏡の駅員
- 恍惚の人（1999年、テレビ東京） - 立花茂造
- 連続テレビ小説（NHK総合）
  - さくら（2002年）- 神山功

### バラエティ
- 熱戦!歌謡ダービー（TBS） - レギュラー審査員
- びっくり日本新記録（よみうりテレビ） - 司会、アシスタントは藤谷美和子
- それゆけ!実験クイズ （フジテレビ） - レギュラー解答者
- 象印クイズ ヒントでピント（1980年1月20日（第43回） - 1984年10月7日（第269回）、テレビ朝日）3代目男性軍キャプテン
- わくわく動物ランド（TBS） - レギュラー解答者

### CM
- ビジコン LE-120A（1971年）
- 富士紡績 BVDブリーフ（ラジオCM)
- メモリアルアートの大野屋（1973年）
- 全日空
- 日本専売公社（現・JT）『たばこギフト券』
- 金冠堂『キンカン』
- 松下電器産業（現・パナソニック）
  - 『Technics コンサイスコンポ（すぎやまこういちと共演、1978年）[15]
  - 松下電器産業 マックロード（1983年、中村雅俊と共演）
- ライオン『ルックシリーズ』
- エスビー食品 あられチップ
- ゼブラ『筆ペン』『シャーボ』
- ポッカレモン（現・ポッカサッポロフード&ビバレッジ）『ポッカコーヒー』（1981年）
- テルモ
- 大正製薬（1987年）
- 三洋消毒
- 全優石（全国優良石材店）※関東地区・一部東北地方のみ
- TTNet『東京電話』（『寺内貫太郎一家』リメイク）※関東地区のみ
- 新興産業『さいでりあ』
- セガ『チューチューロケット!』
- 東鳩製菓（現・東ハト）『ビーノ』
- メガネスーパー
- マルハ（現・マルハニチロ）
- 木曽路
- キリンビバレッジ『キリントマトジュース』（小林繁と共演）
- ミナミ電気館 ※関東地区のみ
- トンボ学生服
- 学習研究社（現・学研ホールディングス）『学習と科学』
- 日本鏡餅組合『鏡餅』
- アステル東京
- アステル東京電話
- アクタスグループ
- イトーヨーカドー
- こばやし ※宮城県のみ。イメージキャラクター。
- そくさん研究所 ※宮城県のみ

## 著書
- 『小林亜星のああせいこうせい』立風書房 1976
- 『あざみ白書』サンケイ出版 1980 改題『軒行灯の女たち』光文社文庫
- 『やさしい作曲のしかた 初心者のために』成美堂出版 1981
- 『タマちゃんのクラリネット 初めてモーツァルトに出逢った夜』絵と文 フォルテミュージックエンタテインメント（発売）c1995 フォルテCD文庫 マルチ・アーチスト・シリーズ
- 『亜星流! ちんどん商売ハンセイ記』朝日ソノラマ 1996

### 共著
- 『小林亜星の夫婦でダイエット』小林早苗共著 河出映像センター 1988
- 『世なおし直訴状』野坂昭如・永六輔共著 文藝春秋 2001

## コンピレーションCD
- 『人間みな兄弟 小林亜星CMソングリミックス集』日本コロムビア 1993
- 『人間みな兄弟』日本クラウン 2000
- 『小林亜星CMソング・アンソロジー』テイチクエンタテインメント 2002
- 『小林亜星TVサントラ・アンソロジー』テイチクエンタテインメント 2003
- 『小林亜星アニメ・トラック・アンソロジー』テイチクエンタテインメント 2003
- 『明治チェルシーの唄』テイチクエンタテインメント 2005
- 『CMの達人 小林亜星とアストロミュージック 傑作CM音楽集』ソニーミュージックエンタテインメント 2005
- 『続･CMの達人 小林亜星とアストロミュージック 傑作CM音楽集』ソニーミュージックエンタテインメント 2006
- 『小んなうた 亞んなうた 小林亜星 楽曲全集シリーズ』日本コロムビア 2019